# DebianEdu
DebianEdu (früher Skolelinux) ist eine spezialisierte Anpassung der Linux-Distribution Debian (eine sogenannte Debian Pure Blend) für schulische Bedürfnisse. Das mittlerweile internationale Projekt wurde in Norwegen gegründet (Skole = Schule) und liefert auf einer einzigen Installations-CD-ROM alle notwendigen Konfigurationsprofile, um ein typisches Schulnetzwerk zu betreiben.

## Inhalt
Auch ungeschulte Anwender können in wenigen Schritten sowohl einen Kommunikationsserver mit LDAP-Nutzerdatenbank, einen Terminalserver auf Basis von LTSP, eine Arbeitsstation oder ein Notebook als Einzelplatzrechner installieren. Dabei kommt ausschließlich freie Software zum Einsatz, darunter auch viel Lernsoftware. Seit Version 10 ist das Passwortmanagement von GOsa enthalten.

## Geschichte
Das Projekt wurde am 2. Juli 2001 gegründet, ungefähr zeitgleich begann Raphaël Herzog in Frankreich mit Debian-Edu. Seit 2003 sind beide Projekte eins, und die Namen sind Synonyme. Manche sagen, dass Debian-Edu der Name des Projektes ist, und Skolelinux der Name der Distribution. Heute arbeiten zahlreiche Ehrenamtliche an der Weiterentwicklung des Projekts: Über 130 Programmierer unterstützen Skolelinux, das als Debian Edu Entwickler aus Norwegen, Frankreich, Spanien, Deutschland, Litauen, Brasilien und den USA einschließt. 2009 wird Skolelinux in einer Pilotphase an elf Schulen im Land Rheinland-Pfalz getestet, nachdem bereits Hamburg das System in seinen Schulen einführte.
Das CipUX-Framework mit seiner zentralen Benutzerbetreuung, Server- und Clientverwaltung CAT wurde 2005 auf Skolelinux portiert. 
Nachdem die Sichtbarkeit des Projekts in Deutschland zuletzt stark abgenommen hatte, übernimmt seit November 2017 der Verein Teckids e. V. die offizielle Vertretung des Projekts in Deutschland.